# Johan Olin
Johan Olin (Inga, Finlandia, 30 de junio de 1883-Vihti, 3 de diciembre de 1928) fue un deportista finlandés especialista en lucha grecorromana donde llegó a ser subcampeón olímpico en Estocolmo 1912.

## Carrera deportiva
En los Juegos Olímpicos de 1912 celebrados en Estocolmo ganó la medalla de plata en lucha grecorromana estilo peso pesado, tras su compatriota finlandés Yrjö Saarela y por delante del danés Søren Marinus Jensen (bronce).